# 武赫萊希爾斯克熱電廠
武赫萊希爾斯克熱電廠（羅馬化：Vuhlehirska TES）是位于乌克兰斯維特洛達爾斯克的燃煤熱電廠，並是全國第二大的發電廠。它由7个機組組成，总功率输出達36億瓦特。該熱電廠拥有320米（1050英尺）高的烟囱，是乌克兰最高的建筑之一。自1995年8月以来，该电站由Centrenergo 运营。

## 历史
2013年3月29日，车站的四个动力装置在一场大火中被摧毁，其中一名员工丧生，八名工人受傷送院。
根据CompressorTech在2022年3月22日俄罗斯入侵乌克兰期間在杂志上发布的信息，管道被炮击损坏，而技术人员只能进行一些微小的维修。另据报道，該廠附近接二連三的战鬥導致其网络的多个地点都被破坏。
2022年7月26日，在乌克兰东部攻勢期间，俄軍跟親俄武裝完全控制了该电站。